# 温斯顿·史密斯
温斯顿·史密斯（Winston Smith）是乔治·奥威尔小说《一九八四》中的虚构人物，為本作主角。作者奥威尔在小说中把这个角色塑造成一个普通人。

## 角色概要
温斯顿·史密斯在真理部记录处当职员，工作是重写历史文件，以便改变当前党的方针路线。这涉及到修改报刊文章和篡改照片——多数是移除“非人”（unpersons，违反过党章的人）。由于他对重写历史技术的熟稔，温斯顿·史密斯怀疑党和党对真理的专有。
温斯顿·史密斯后来加入一个目的是破坏“老大哥专政”的秘密组织兄弟會，但这个组织實際上被思想警察奥勃良用來誘捕主角和其同谋兼情人裘利亞。温斯顿·史密斯被俘虏后被进行虐待，最终背叛了裘利亚。当他接受2 + 2 = 5（一个已经进入字典的词，代表真理和事实）后，他的自由被彻底和完全地剥夺。

## 創作
奥威尔在1945年左右构思出了这个角色。名字来自温斯顿·丘吉尔，姓則是非常普通的史密斯。

## 其他媒體
史密斯这个角色出现在根据这部小说改编的电视和电影中。最开始扮演这个角色的是大卫·尼文，于1949年8月27日NBC旗下的NBC广播大学剧院广播电台改写本。在BBC第一台的《一九八四》（1954）节目中由彼得·库欣表演。在11年后在一个其他的BBC改编版本中由大卫·巴克扮演。1956电影由埃德蒙·奧布萊恩扮演。1965年BBC Home Service戏剧广播节目帕特里克·特劳（Patrick Troughton）做了部分配音。1984年电影《一九八四》中，尊·赫扮演了史密斯（赫後來在2005年電影《V煞》中飾演老大哥式的人物亞當·沙特勒）。